# Лосев, Геннадий Павлович
Генна́дий Па́влович Ло́сев (2 декабря 1932, Саранск, Мордовская автономная область, Средневолжский край, РСФСР, СССР ― 17 мая 1991, Юрино, Марийская ССР, РСФСР, СССР) ― советский организатор музейного дела, гид-экскурсовод, краевед, журналист, педагог. Основатель Историко-художественного музея п. Юрино Марий Эл.

## Биография
Родился 2 декабря 1932 года в Саранске ― столице Мордовии.
Детские годы провёл в с. Юрино Марийской АССР. Учёбу начал в Юринской школе, а 10-й класс закончил в Мало-Кандалинской школе Ульяновской области. В 1955 году с отличием окончил историко-филологический факультет Ульяновского педагогического института.
По окончании института работал директором Мало-Кандалинской вечерней школы Ульяновской области, а потом методистом областного лекционного бюро.
В 1958 году приехал в с. Юрино Марийской АССР: литературный сотрудник районной газеты «Передовик», учитель русского языка и литературы в Починковской и Ленинской восьмилетних школах района.
В 1963 году вновь вернулся в Ульяновск, где до 1968 года работал директором областного Дома учителя. Затем в течение 5 лет трудился инструктором-методистом по маршруту от Астрахани до Ленинграда на теплоходах «Крылов» (от Ульяновска) и «Инженер Пташников» (от Йошкар-Олы). В зимнее время занимался экскурсионным обслуживанием туристов в поездах по разным направлениям: Москва и Ленинград, Прибалтика и Средняя Азия, Украина и Молдавия, города Черноморского побережья и другие. С 1973 года ― учитель русского языка и литературы Юринской школы рабочей молодёжи.
Ушёл из жизни 17 мая 1991 года в с. Юрино Марийской ССР, похоронен там же.

## Краеведческая деятельность
Был известен как подвижник музейного дела, собиратель коллекций и документов по истории и культуре Юринского района Марий Эл. Помимо основной работы увлекался коллекционированием открыток и старинных предметов прикладного искусства, привезённых не только из СССР, но и из-за рубежа, многие из которых впоследствии легли в основу экспозиций Историко-художественного музея п. Юрино.
Наибольшую известность Г. П. Лосеву как краеведу принёс цикл очерков и заметок «Вспомнить и назвать», вышедший отдельной книгой в 2007 году в Йошкар-Оле, где собраны интересные сведения о п. Юрино и его уроженцах и жителях. 

## Память
- С 2003 года имя основателя Г. П. Лосева носит Историко-художественный музей п. Юрино Марий Эл[1][2][8][9][10].
- Г. П. Лосеву посвящена книга «Край родной, навек любимый», вышедшая в свет в 2011 году в Йошкар-Оле, автором которой является его супруга, библиотечный деятель З. Н. Лосева[11][12].